# 麻孔坑面介
麻孔坑面介（学名：Foveoleberis foveolata）为光面介科坑面介屬下的一个种。